# NGC 7187
NGC 7187 (również PGC 67909) – galaktyka soczewkowata (S0), znajdująca się w gwiazdozbiorze Ryby Południowej. Odkrył ją w 1886 roku Francis Leavenworth.